# 美浜緑苑
美浜緑苑（みはまりょくえん）は、愛知県知多郡美浜町にある地名。町丁としては1丁目から4丁目まである。

## 地理
1980年代に開発された新興住宅地である。西に伊勢湾を望む知多丘陵にあり、町域としては北に上野間と接し、他は奥田に囲まれている。町の西側には小原池と笑廻間池がある。

## 歴史
- 1978年 - 宅地開発を前に小原池古窯址群の発掘調査を行う[2]。
- 1986年 - 奥田・上野間の各一部より新たな区域として成立。
- 1987年4月 - 名古屋鉄道知多新線に美浜緑苑駅開業。杉本美術館開業。
- 2021年10月 - 杉本美術館閉館

## 人口
2023年3月末時点で、511世帯・1246人。

## 学区
2023年4月現在、学区は次のとおりである。
- 美浜町立上野間小学校（上野間）
- 美浜町立野間中学校（野間）

## 施設

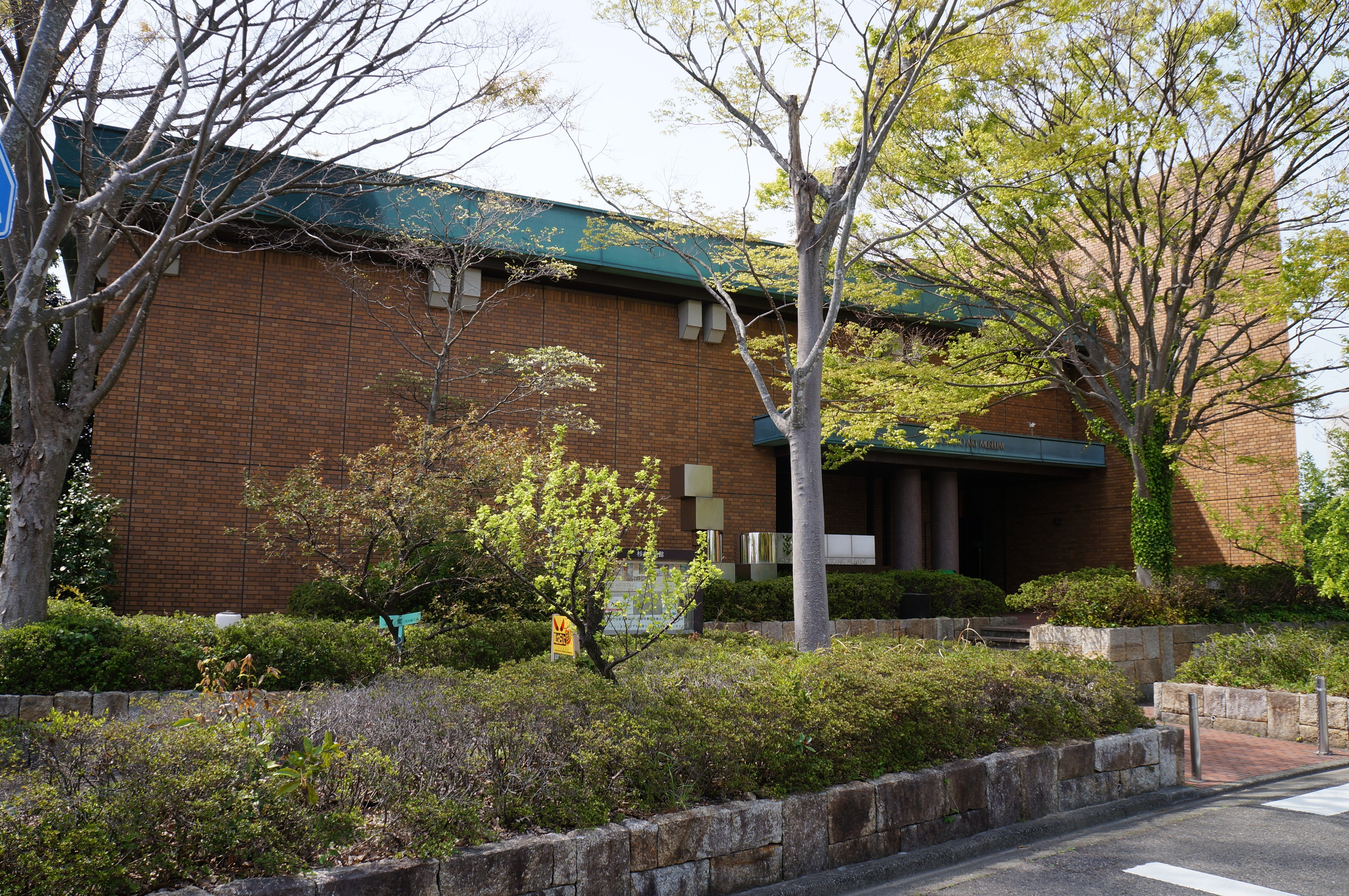
杉本美術館（2021年閉館）

- 杉本美術館（2021年閉館）
- 美浜緑苑集会所
- 小原池中央公園
- 小原池北公園
- 小原池南公園
- 小原池西公園

## 交通
鉄道
- 美浜緑苑駅（名古屋鉄道知多新線）

美浜緑苑4丁目の西端に位置する。駅への道は下り階段になっており、自動車などでの乗り付けはできない。
バス
- 美浜町巡回ミニバス 行ってきバス自然号 西部コース

（上野間駅）← 美浜緑苑団地 - 美浜緑苑中央公園 →（鵜の山 - 美浜町図書館）
道路
町域の西外側を国道247号が、北外側を愛知県道274号小鈴谷河和線が通っており、国道の田原谷交差点と県道の東平井交差点を結ぶ町道が、美浜緑苑の幹線となっている。

## 参考資料
- 「角川日本地名大辞典」編纂委員会 編『角川日本地名大辞典 23 愛知県』角川書店、1989年。